# 6594 Тасман
6594 Тасман (6594 Tasman) — астероїд головного поясу, відкритий 25 червня 1987 року.
Тіссеранів параметр щодо Юпітера — 3,297.